# Каблешково
Кабле́шково (болг. Каблешково) — місто в Бургаській області Болгарії. Входить до складу громади Поморіє.

## Населення
За даними перепису населення 2011 року у місті проживали 2926 осіб.
Національний склад населення міста:
| Національність   | Кількість осіб | Відсоток |
| ---------------- | -------------- | -------- |
| болгари          | 1989           | 70,1%    |
| цигани           | 816            | 28,8%    |
| турки            | 14             | 0,5%     |
| інша             | 13             | 0,5%     |
| не визначились   | 5              | 0,2%     |
| Всього відповіли | 2837           |          |

Розподіл населення за віком у 2011 році:
Динаміка населення: